# 迪尤皮沃于尔

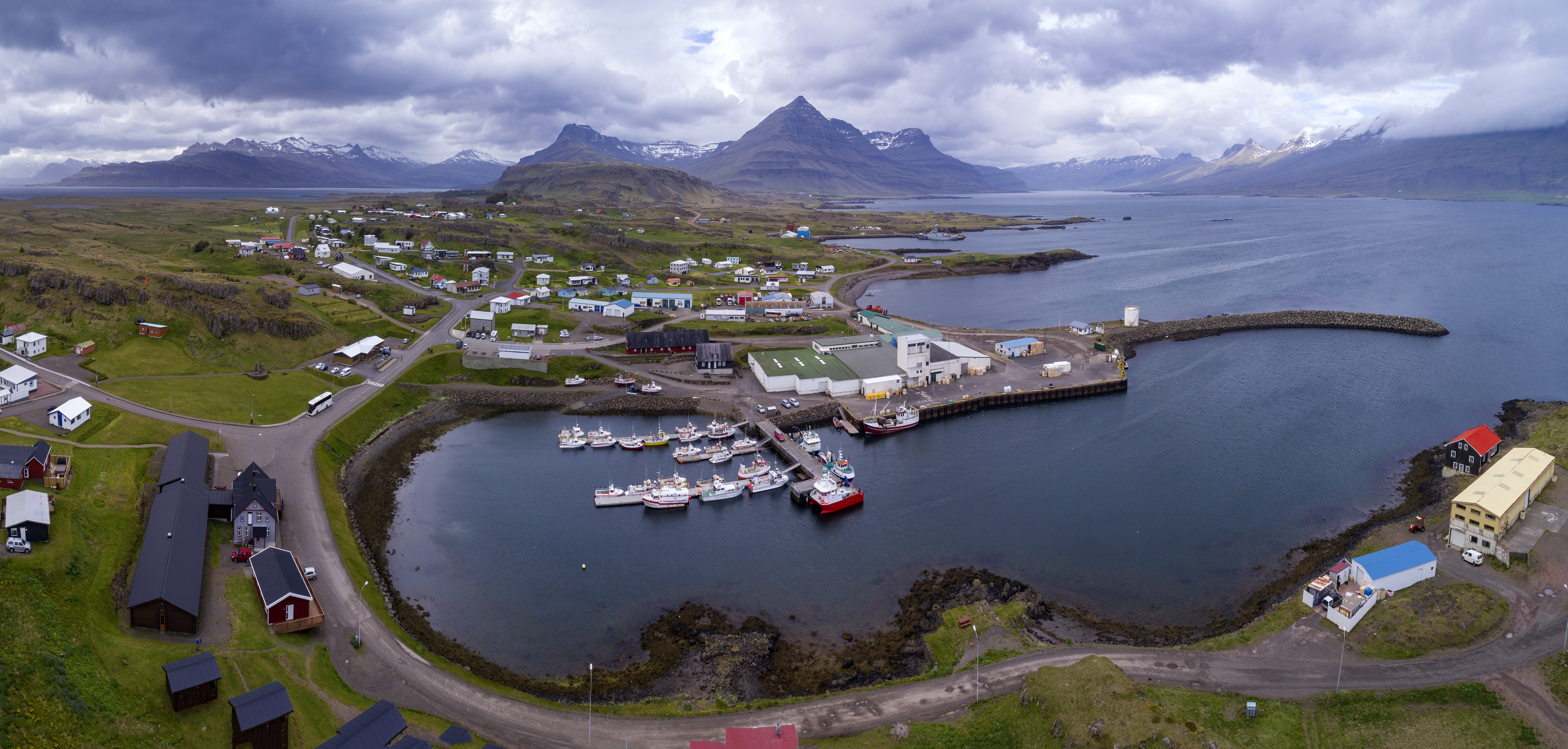
迪尤皮沃于尔景象

迪尤皮沃于尔（發音：[ˈtjuːpɪˌvɔːɣʏr̥] ⓘ）是冰島东部区穆拉辛市镇内的城鎮，位於該國東部，每年平均降雨量1308毫米，2023年人口417。
1939年6月，該鎮錄得30.5攝氏度，是該國有史以來最高的氣溫。

## 外部連結
- 穆拉辛市镇官方网站 （页面存档备份，存于） （冰岛语）